# Petra Winzer
Petra Winzer (* 1955) ist eine deutsche Ingenieurin, Arbeitswissenschaftlerin und Hochschullehrerin an der Bergischen Universität Wuppertal.

## Leben
Petra Winzer studierte Elektrotechnik und Arbeitsingenieurwesen. Ab 1981 war sie Assistentin im Lehrgebiet Arbeitswissenschaften an der Hochschule für Bauwesen Cottbus. 1985 promovierte sie an der Technischen Universität Dresden. 1991 wurde sie für sechs Monate wissenschaftliche Mitarbeiterin in Bochum. Danach war sie bis 1999 Oberingenieurin am Lehrstuhl für Umweltgerechte Arbeitsgestaltung der Brandenburgischen Technischen Universität Cottbus. 1995 bis 1996 war Winzer Gastdozentin an der Technischen Universität Chemnitz sowie von 1996 bis 1999 an der Technischen Universität Berlin. An der TU Berlin habilitierte sie sich 1996 auf dem Gebiet der Qualitätswissenschaft. 1999 folgte sie einem Ruf als Universitätsprofessorin des Fachgebietes Produktsicherheit und Qualitätswesen an der Bergischen Universität Wuppertal. Von 2008 bis 2014 hatte sie dort das Amt der Prorektorin für Transfer und Internationales inne.
Darüber hinaus ist Winzer seit 2006 Mitglied der Deutschen Akademie der Technikwissenschaften (acatech), seit 2008 Mitglied der Gesellschaft für Qualitätswissenschaft, seit 2008 Mitglied des Fachkollegiums „Produktionstechnik“ und Fachgutachterin der Deutschen Forschungsgemeinschaft und seit 2010 Mitglied des Redaktion des International Journal of Quality and Service Sciences.

## Ehrungen
- 2007: Platz 4 der "Professoren des Jahres 2007" in der Kategorie "Ingenieurwissenschaften/Informatik" der Unicum-Zeitschrift.
- 2011: Ehrenzeichen des VDI